# Église Saint-Avit de Carlat
L'église Saint-Avit est une église catholique située à Carlat, en France.

## Localisation
L'église est située dans le département français du Cantal, sur la commune de Carlat.

## Historique
L'édifice est classé au titre des monuments historiques en 1987.

## L'oratoire

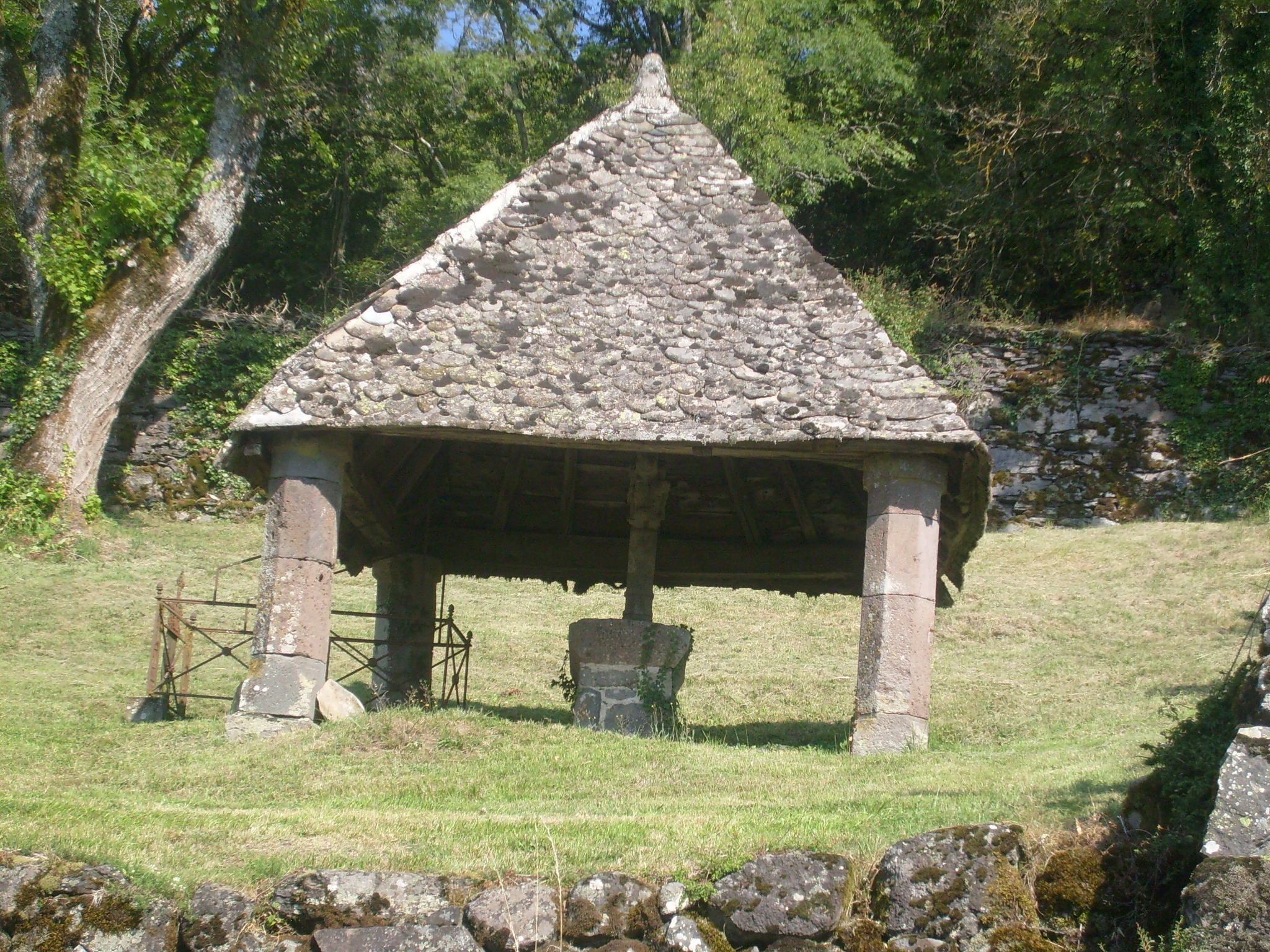
Oratoire de l'église Saint-Avit.

Situé dans l'ancien cimetière de Carlat, près de l'église Saint-Avit, cet oratoire date du XVIe siècle, il abrite un autel et un calvaire sculpté, ainsi que les tombeaux de deux anciens curés de la paroisse, un de Labrousse, décédé en 1871, et un de Vic-sur-Cère, décédé en 1891. Il est construit de quatre piliers d'andésite, avec une charpente en bois, un toiture de lauzes et épi de faîtage en zinc. La croix est également en andésite, le calvaire est sur son côté ouest, et une Vierge de Pitié sur le côté Est.